# Genij
Genij (russisk: Гений) er en sovjetisk spillefilm fra 1991 af Viktor Sergejev.

## Medvirkende
- Aleksandr Abdulov som Sergej Vladimirovitj Nenasjev
- Larisa Belogurova som Nastja Smirnova
- Jurij Kuznetsov som Andrej Sergejevitj Kuzmin
- Innokentij Smoktunovskij som Gilja
- Viktor Ilitjov som Makar